# Lavkî, Muncaci
Lavkî (în ucraineană Лавки) este o comună în raionul Muncaci, regiunea Transcarpatia, Ucraina, formată numai din satul de reședință.

## Demografie
Componența lingvistică a comunei Lavkî
     Ucraineană (98,38%)
     Rusă (1,31%)
     Alte limbi (0,23%)
Conform recensământului din 2001, majoritatea populației comunei Lavkî era vorbitoare de ucraineană (98,38%), existând în minoritate și vorbitori de rusă (1,31%).